# Beziehungen zwischen Lettland und den Vereinigten Staaten

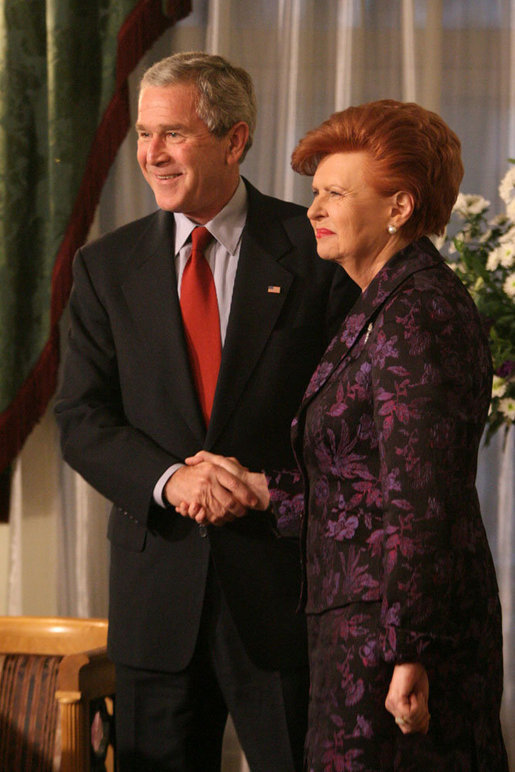
George W. Bush mit Lettlands Präsidentin Vaira Vīķe-Freiberga in Riga (2006)

 Die Beziehungen zwischen Lettland und den Vereinigten Staaten sind das zwischenstaatliche Verhältnis zwischen Lettland und den Vereinigten Staaten von Amerika (USA). Die beiden Länder unterhalten enge diplomatische, militärische und kulturelle Kontakte. Beide Länder sind seit 2004 militärische Verbündete innerhalb der NATO.

## Geschichte
Die ersten offiziellen Beziehungen gehen auf die Zwischenkriegszeit zurück. 1922 entsandten die USA ihren Gesandten Frederick W. B. Coleman nach Riga, der zugleich für alle drei baltischen Staaten akkreditiert war. Während der deutschen und sowjetischen Besatzung Lettlands im Zweiten Weltkrieg musste die US-Gesandtschaft in Riga am 5. September 1940 schließen. Die Vereinigten Staaten betrieben jedoch eine Politik der Nichtanerkennung gegenüber der sowjetischen Annexion und betrachteten die unabhängige Republik Lettland de jure als fortbestehend. Lettische Diplomaten – etwa im Status eines Gesandten – blieben während des Kalten Krieges in Washington, D.C., tätig, um die Interessen des besetzten Lettland zu vertreten. US-Präsident Harry S. Truman bekräftigte 1940 in der sogenannten Welles-Deklaration die Weigerung der USA, die Okkupation der baltischen Staaten anzuerkennen. In den folgenden Jahrzehnten unterstützte die aus Lettland stammende Diaspora in Amerika die Bemühungen um Wiedererlangung der Unabhängigkeit. Am 2. September 1991 – wenige Wochen nach der friedlichen Loslösung Lettlands von der Sowjetunion – erkannte die US-Regierung unter Präsident George H. W. Bush die wiedererlangte Unabhängigkeit Lettlands offiziell an. Bereits am 5. September 1991 wurden die regulären diplomatischen Beziehungen fortgeführt und im Oktober 1991 öffnete die US-Botschaft in Riga erneut.
In den 1990er Jahren intensivierten sich die politischen und wirtschaftlichen Beziehungen. Die USA und Lettland unterzeichneten 1994 ein bilaterales Handels- und Investitionsschutzabkommen sowie weitere Verträge, etwa über Auslieferung und Vermeidung von Doppelbesteuerung. Die USA unterstützten Lettland nachdrücklich auf seinem Weg in euro-atlantische Strukturen. Im Januar 1998 unterzeichneten US-Präsident Bill Clinton und die drei Staatschefs der baltischen Staaten die „Baltisch-Amerikanische Partnerschaftscharta“, in der die USA ihre Unterstützung für die NATO- und EU-Beitrittsaspirationen Lettlands, Estlands und Litauens zusicherten. 2004 wurde Lettland schließlich Mitglied der NATO und der Europäischen Union. Als erster amtierender US-Präsident besuchte George W. Bush Lettland im Mai 2005 anlässlich des 60. Jahrestags des Endes des Zweiten Weltkriegs in Europa. Im November 2006 war Riga Gastgeber des NATO-Gipfels, an dem Bush und andere Staats- und Regierungschefs teilnahmen. Seit dem NATO-Beitritt betrachtet Washington Lettland als wichtigen Bündnispartner in Osteuropa. Lettland seinerseits engagierte sich auch militärisch an der Seite der USA: Es beteiligte sich mit eigenen Truppenkontingenten an der von den USA geführten Koalition im Irakkrieg (2003–2008) und am NATO-Einsatz in Afghanistan. So entsandte Lettland Spezialkräfte und andere Soldaten in die NATO-Mission nach Afghanistan und stellte mit dem Hafen von Riga auch einen wichtigen Umschlagplatz für die Versorgung der Koalitionstruppen zur Verfügung.
Angesichts der sicherheitspolitischen Bedrohung in Osteuropa durch das zunehmend aggressive Russland intensivierten Lettland und die USA ab 2014 ihre Militärkooperation. Die Vereinigten Staaten initiierten unmittelbar nach der russischen Annexion der Krim im Frühjahr 2014 die Operation „Atlantic Resolve“, in deren Rahmen zunächst eine US-Kompanie zu Ausbildungszwecken in Lettland stationiert wurde. In den folgenden Jahren rotieren regelmäßig US-Truppen und -Luftfahrzeuge (insbesondere Hubschrauber-Einheiten) zu Übungszwecken nach Lettland.  Im Sommer 2022 waren zeitweise rund 600 US-Soldaten in Lettland stationiert. Im selben Jahr kündigte Präsident Joe Biden an, eine fortlaufende Rotation von US-Truppen in den Baltischen Staaten einzurichten, um die Abschreckung gegenüber Russland zu erhöhen. Die Verteidigungsminister der USA und Lettlands unterzeichneten Ende 2023 eine fünfjährige Roadmap zur Intensivierung der bilateralen Militärzusammenarbeit. Lettland investiert auch in US-Rüstungstechnologie, beispielsweise in das Raketenartilleriesystem M142 HIMARS, um seine Armee nach NATO-Standards auszurüsten. Als Reaktion auf die russische Invasion der Ukraine 2022 unterstützen sowohl die USA als auch Lettland die Ukraine umfassend: Lettland lieferte Waffen und humanitäre Hilfe an die Ukraine und wirkt an harten Sanktionen gegen Russland mit, während die USA die NATO-Ostgrenze sichern und Kiew finanziell und militärisch großflächig unterstützen.

## Kultur und Migration
Die bilateralen Beziehungen werden auch durch enge kulturelle, gesellschaftliche und wirtschaftliche Kontakte geprägt. In den USA leben zehntausende Menschen lettischer Abstammung, von denen viele nach dem Zweiten Weltkrieg als Flüchtlinge in Nordamerika eine neue Heimat fanden. Die amerikanisch-lettische Gemeinde – organisiert etwa in der seit 1951 bestehenden American Latvian Association – pflegt das kulturelle Erbe und trug während des Kalten Krieges zur Aufrechterhaltung der Idee eines unabhängigen Lettlands bei. Seit 2008 können lettische Staatsbürger visumfrei in die USA einreisen (Visa Waiver Program), was den Reise- und Austauschverkehr erleichtert. Im Bildungs- und Hochschulbereich bestehen vielfältige Austauschprogramme: Seit 1991 haben über 170 lettische Studenten, Lehrer und Wissenschaftler ein Fulbright-Stipendium für die USA erhalten, während umgekehrt mehr als 150 US-amerikanische Fulbright-Stipendiaten an lettischen Universitäten geforscht und gelehrt haben. Daneben nehmen lettische Fach- und Führungskräfte an Programmen wie dem International Visitor Leadership Program (IVLP) in den USA teil. Auch in der Kultur gibt es regen Austausch – so wurde etwa 2014 der aus Riga stammende Dirigent Andris Nelsons als musikalischer Leiter des Boston Symphony Orchestra berufen.

## Wirtschaft
Das Handels- und Investitionsvolumen zwischen den USA und Lettland ist angesichts der kleinen Volkswirtschaft Lettlands vergleichsweise moderat, hat aber in den letzten Jahren zugenommen. 2023 betrug der bilaterale Handel mit Waren und Dienstleistungen rund 1,9 Milliarden US-Dollar; davon entfielen etwa 1,2 Mrd. $ auf US-Exporte nach Lettland und ca. 0,7 Mrd. $ auf lettische Exporte in die USA. Wichtigste US-Ausfuhrgüter sind Maschinen, Fahrzeuge, Mineralstoffe (z. B. Kohle) sowie Technologien im IT- und Elektronikbereich. Umgekehrt exportiert Lettland unter anderem Chemieerzeugnisse, Holzprodukte und Lebensmittel in die Vereinigten Staaten. Zahlreiche US-Unternehmen sind in Lettland investiert, vor allem in den Bereichen Logistik, Informations- und Kommunikationstechnologie sowie Finanzdienstleistungen. Lettland hat 2014 den Euro als Währung eingeführt und ist seit 2023 Mitglied der OECD, was die Attraktivität für ausländische Investoren weiter erhöht. Beide Staaten setzen sich zudem für die Diversifizierung der europäischen Energieversorgung ein, insbesondere durch Importe von Flüssigerdgas (LNG) aus den USA, um die frühere Abhängigkeit des Baltikums von russischem Erdgas zu beenden.

## Diplomatische Standorte
Die USA unterhalten eine Botschaft in Riga, die bereits 1922 eröffnet und nach 1991 wieder eingerichtet wurde. Lettland verfügt über eine Botschaft in Washington, D.C.; daneben bestehen lettische Vertretungen, meist in Form von Honorarkonsulaten, in Städten wie New York City und Chicago.